# Dragons (bande dessinée, Contremarche)
Pour les articles homonymes, voir Dragon.
Dragons est une série de bande dessinée française.
- Scénario : Frédéric Contremarche
- Dessins et couleurs : Joël Mouclier

## Synopsis
Les dragons, espèce évoluée maîtrisant la magie et le voyage dans l'espace, sont contraints de quitter leur monde natal agonisant. Des équipes sont envoyées dans l'univers pour trouver un monde viable de substitution. Elles sont dirigées par un guide, seul lien avec les dragons anciens qui dispensent leur énergie, et donc leur magie aux autres membres de l'équipe.
L'équipe de Néma découvre la Terre. Elle pourrait se révéler parfaite si ce n'est qu'elle est peuplée d'hommes (à l'état quasi-sauvage). Doivent-ils en prendre possession comme le pense Promé ou doivent-ils après métamorphose se fondre parmi eux pour les guider, et accessoirement préparer une cohabitation hommes-dragons comme le pense Néma ?
Après cette introduction (de 5 pages), les deux tomes nous racontent la guerre entre les deux factions. Pourvus d'une longévité considérable (des siècles, voire plus...) et de pouvoirs magiques, quelle faction vaincra ?

## Les personnages
- Néma : Le guide
- Evaïa : Sa femme
- Promé : Le frère de Néma et son pire ennemi.

## Albums
- Tome 1 : Les Jouets olympiques (1994)
- Tome 2 : La Lune pour témoin (1995)

## Éditeurs
- Delcourt (Collection Neopolis) : Tomes 1 et 2 (première édition des tomes 1 et 2).